# Loïc Chatton
Loïc Chatton (26 februari 1991) is een Zwitsers voetballer (aanvaller) die sinds 2010 voor de Zwitserse eersteklasser FC Sion uitkomt. Voordien speelde hij voor FC Biel-Bienne.